# 聯合國記者協會
联合国记者协会（United Nations Correspondents Association），简称UNCA ，于1948年美國纽约市成立，並有超过250名成员。其會頒發年度UNCA卓越新闻奖 （Excellence in Journalism Awards）。该奖项的目的是「表彰和鼓励对联合国及其附属机构、组织和特派团的卓越报道」。

## 外部連結
官方網站 （页面存档备份，存于）